# Акония Фабия Паулина
Акония Фабия Паулина (лат. Aconia Fabia Paulina, ум. ок. 384) — древнеримская аристократка.

## Биография
Паулина была дочерью Фабия Акония Катуллина Филомафия, видного аристократа, который занимал посты префекта города в Риме в 342—344 годах и был консулом в 349 году. В 344 году Паулина вышла замуж за Веттия Агория Претекстата, видного представителя римской сенаторской аристократии, важного имперского чиновника и члена нескольких языческих кругов. Паулина была посвящена в Элевсинские мистерии и в Лернийские мистерии Диониса и Деметры, была посвящена нескольким женским божествам, таким как Церера, Геката (иерофантидой которых она была), Кибела (в роли тавроболиатиды) и Исида.
Претекстат и Паулина владели по меньшей мере двумя домами. Первый стоял на Эсквилинском холме, вероятно, располагаясь между виа Мерулана и виале дель Монте Оппио в Риме, где ныне находится палаццо Бранкаччо. Сад вокруг дворца, известный как Horti Vettiani, простирался до территории современного римского железнодорожного вокзала Термини. Археологические исследования в этой области позволили сделать несколько открытий, связанных с семьей Претекстата. Среди них — основание статуи, посвящённой Целии Конкордии, одной из последних весталок, которая воздвигла статую в честь Претекстата после его смерти (384 год). В благодарность за это, что вызвало порицание Квинта Аврелия Симмаха на том основании, что весталки никогда не воздвигали статуи мужчинам, Паулина посвятила статую Целии Конкордии. У Претекстата и Паулины также был дом на Авентинском холме.
Погребальный памятник Претекстату вдохновил Паулину на написание стихотворения, в котором она прославляла своего мужа и их любовь, также оно могло быть выведено из речи, прочитанной Паулиной на похоронах мужа. Это стихотворение цитируется Иеронимом Стридонским в письме, в котором он высмеивает Претекстата, утверждая, что он попал не в рай, а в ад.
Паулина умерла вскоре после смерти мужа. Их сын или дочь посвятили им погребальный памятник со статуями в их доме.